# 모래폭풍

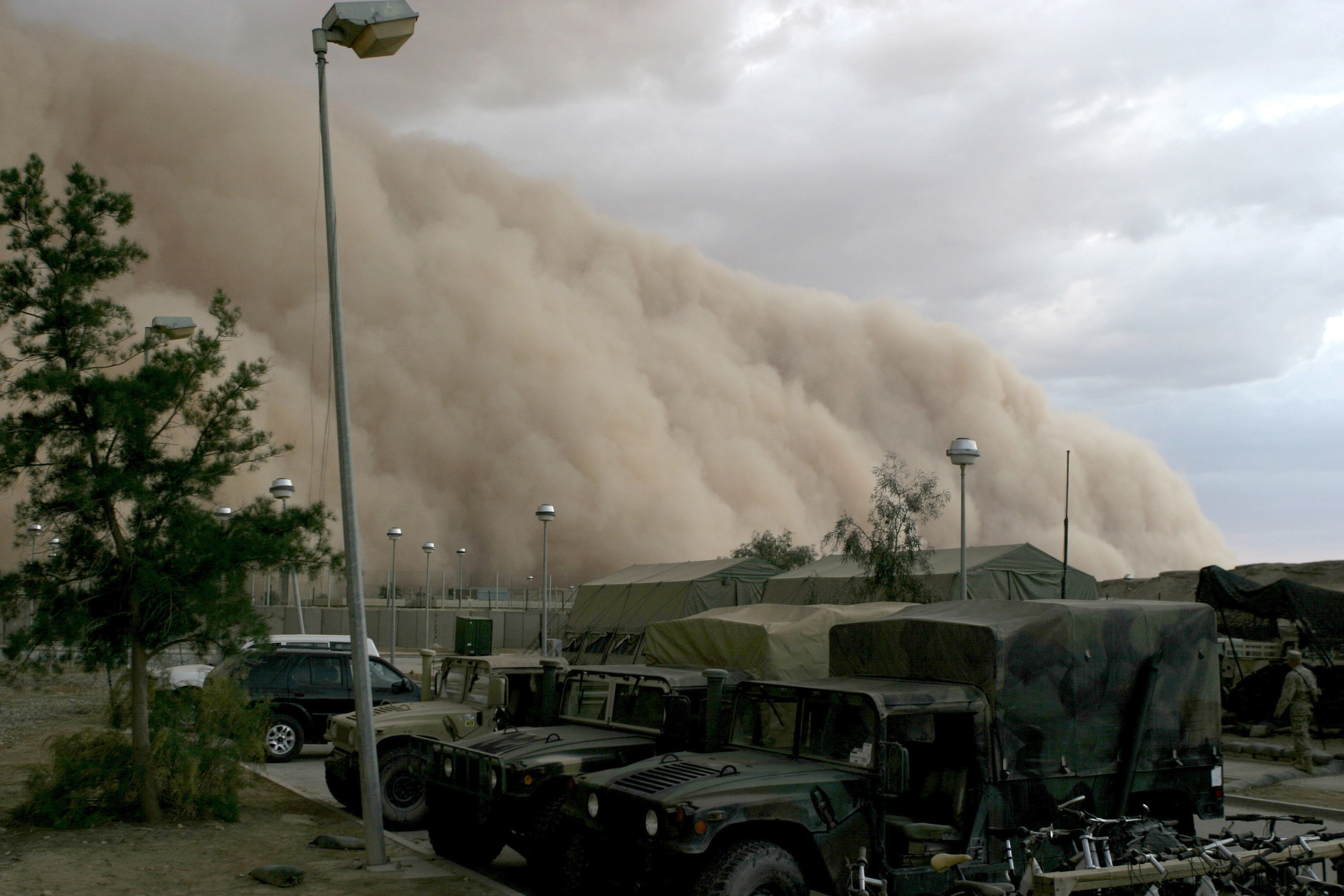

모래폭풍(영어: Dust storm)은 건조지형에서 발생하는 모래를 동반한 강력한 바람을 말한다. 지역이나 국가에 따라서 부르는 명칭이 각각 다른데, 일반적으로는 캄신을 가리키는 경우가 많다. 아시아의 황사는 미국까지 영향을 미친다. 화성에도 모래폭풍이 발생하는 것이 확인되었다.

## 원인

- 건조기후 지역은 낮과 밤의 기온차가 크기 때문에 밤이 되면 낮 동안 뜨거워졌던 공기가 대류 현상으로 인해 위로 올라간다. 이때 먼지와 모래 역시 함께 하늘로 올라가는데, 이들이 바람과 만나면 모래폭풍이 된다.
- 서로 다른 두 개의 공기 덩어리가 한 지역에서 부딪치면 강력한 바람이 이는데, 이때 땅에 모래가 있으면 바람과 함께 모래폭풍이 일어나게 된다.

## 갤러리

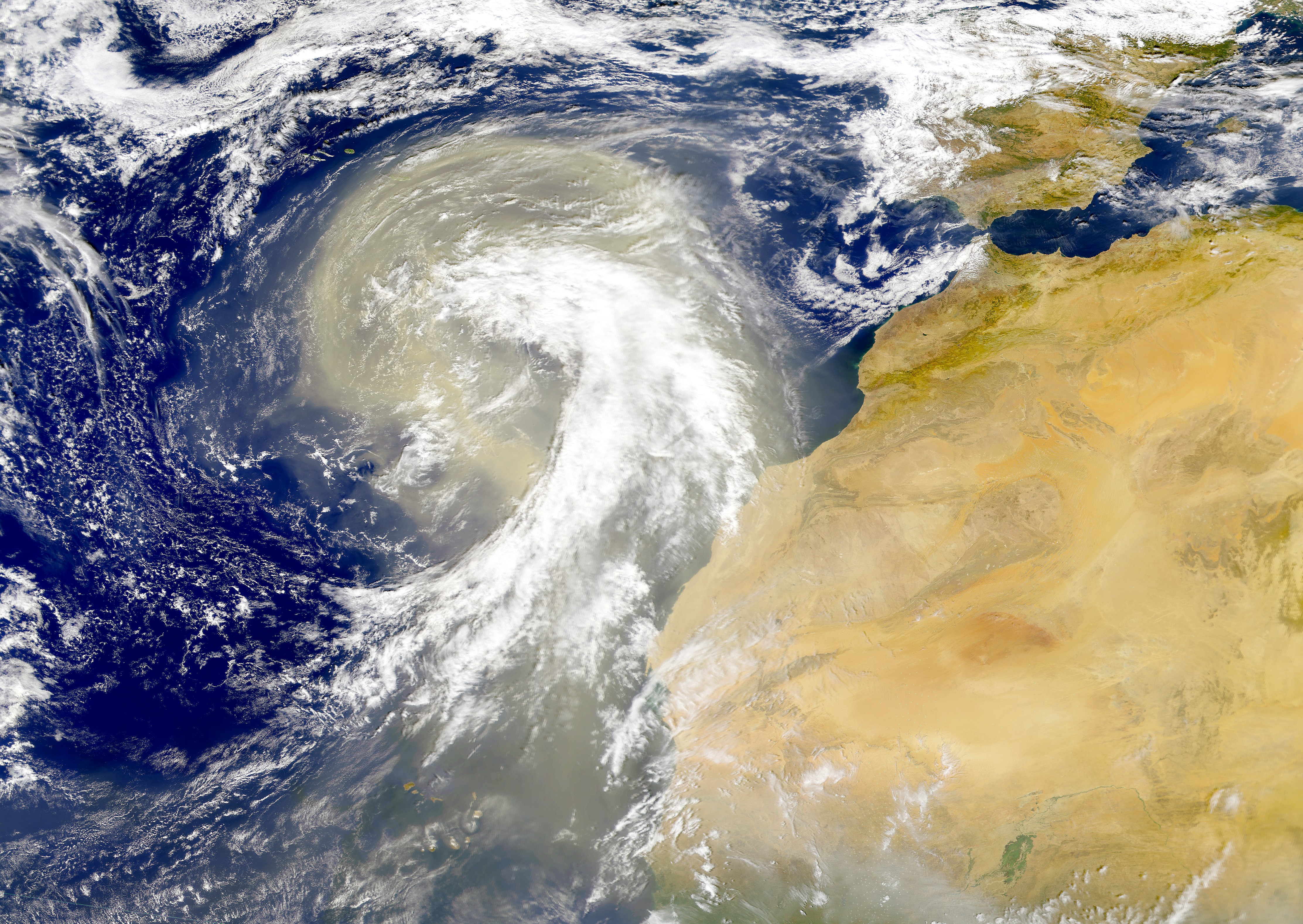
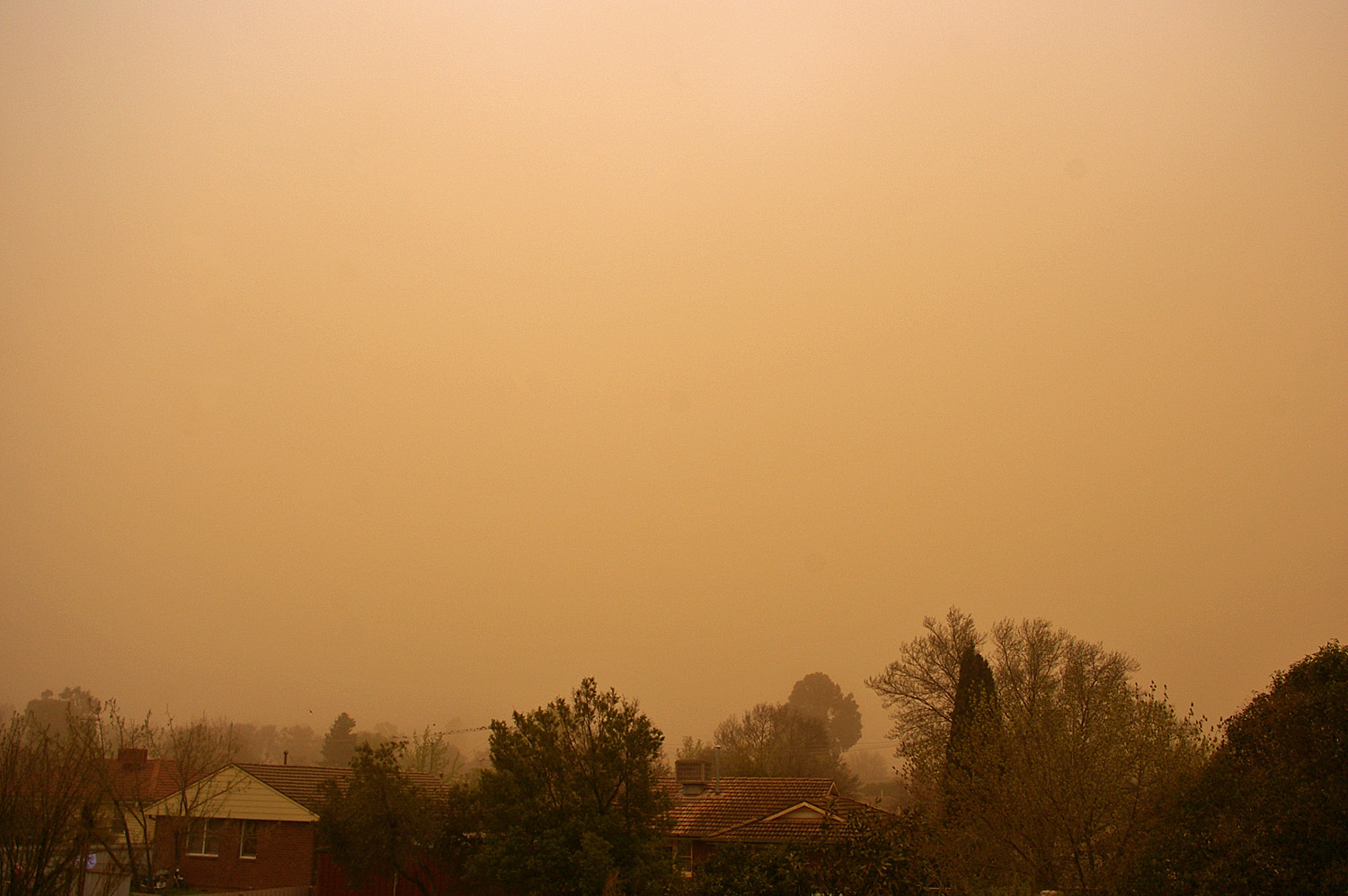
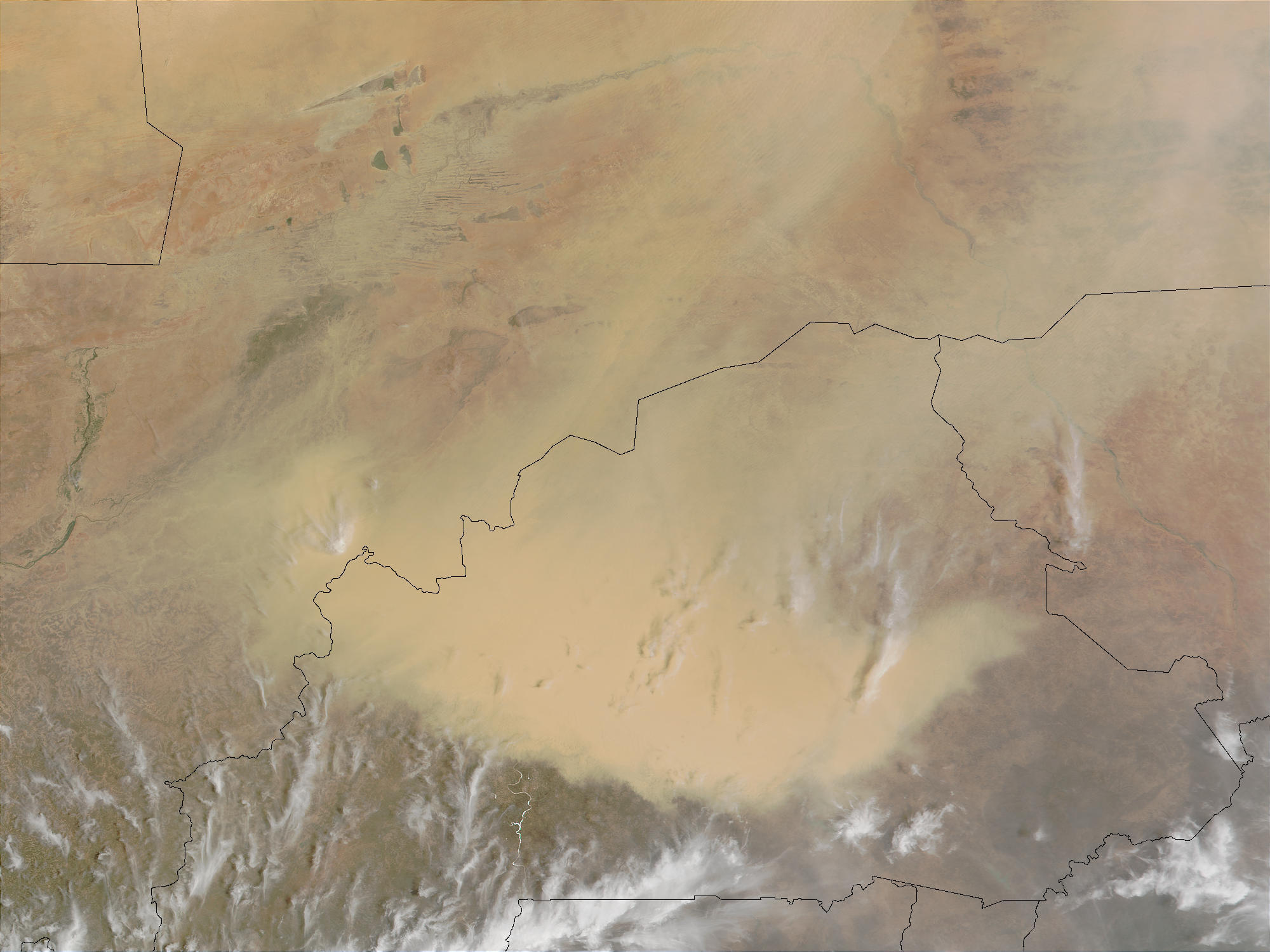
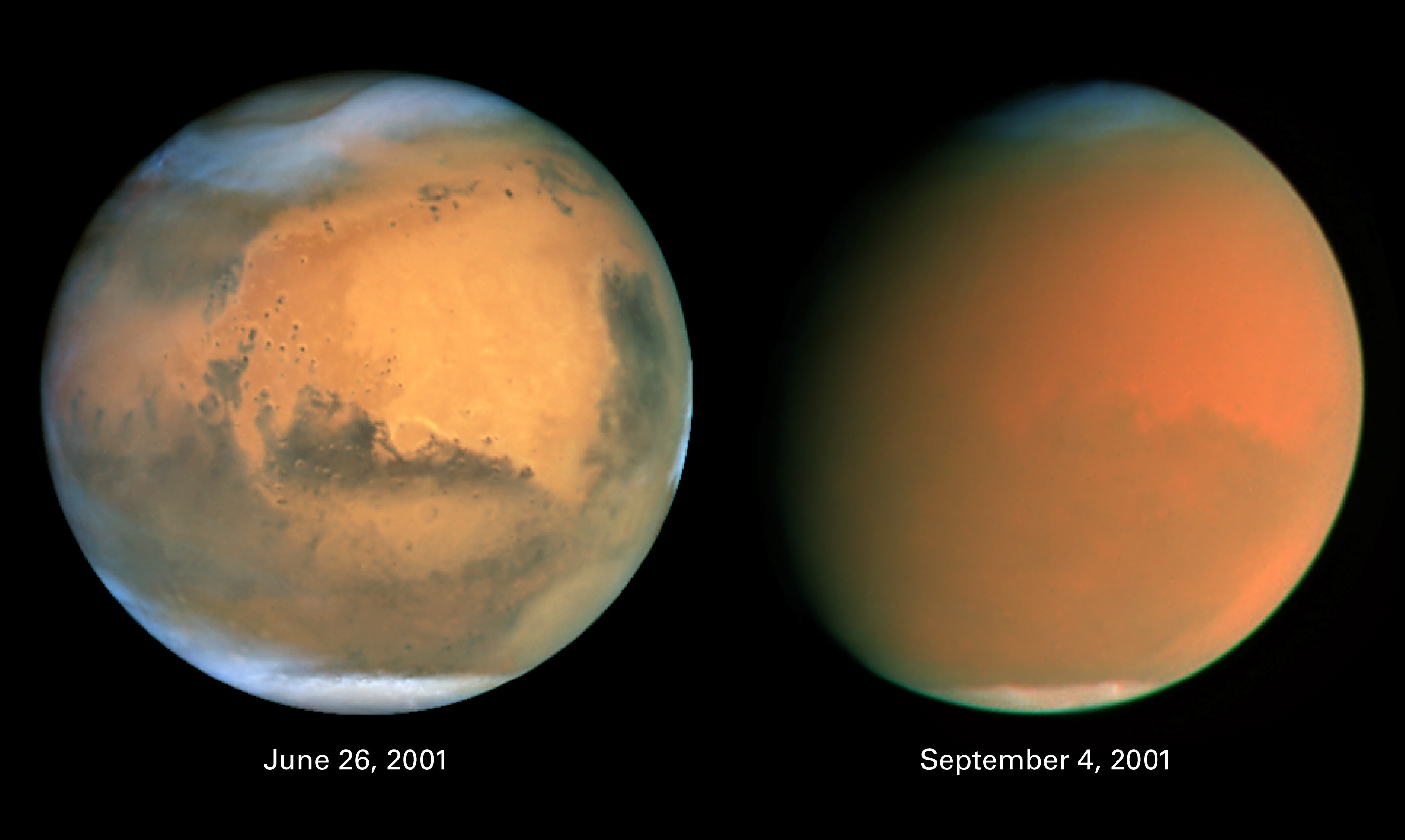
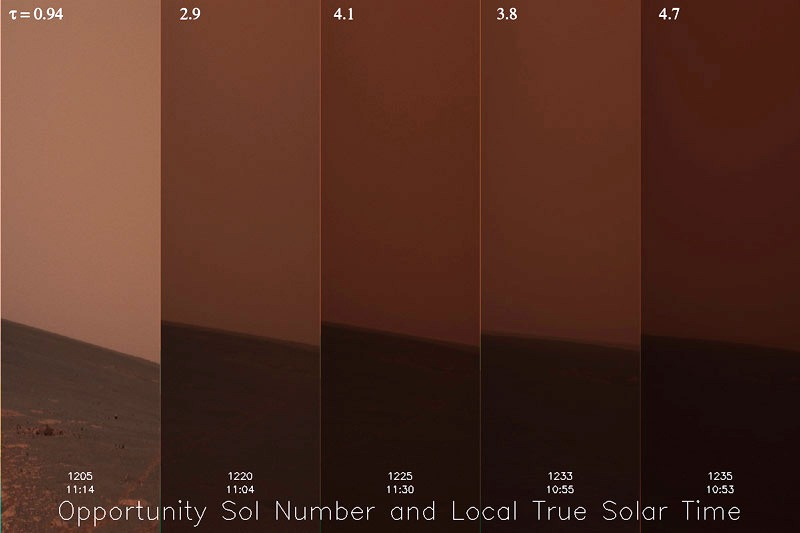

## 같이 보기
- 황사
- 건조 지대
- 안개